# شان پن
شان جاستین پن (انگلیسی: Sean Justin Penn؛ زادهٔ ۱۷ اوت ۱۹۶۰) بازیگر و کارگردان آمریکایی است. او بازیگری را در تلویزیون و با حضور در قسمتی از مجموعهٔ تلویزیونی خانه کوچک (۱۹۷۴) به کارگردانی پدرش، لئو پن آغاز کرد. او بازیگری در سینما را در ۱۹۸۱ با حضور در درام شیپور خاموشی آغاز کرد و در دههٔ ۱۹۸۰ در نقش‌های گوناگونی از فیلم‌ها، از جمله اوقات خوش در ریجمونت های (۱۹۸۲) و پسران بد (۱۹۸۳) ایفای نقش کرد. 
پن برای ایفای نقش در درام‌های جنایی از فاصله نزدیک (۱۹۸۶)، ایالات گریس (۱۹۹۰) و راه کارلیتو (۱۹۹۳) مورد توجه منتقدان قرار گرفت. او با بازی در درام راه رفتن مرد مرده (۱۹۹۵) به بازیگری برجسته بدل شد و برای نخستین بار نامزد دریافت جایزهٔ اسکار گردید. او بار دیگر برای ایفای نقش در درام-کمدی رذل و دوست‌داشتنی (۱۹۹۹) ساختهٔ وودی آلن و درام من سم هستم (۲۰۰۱) نامزد دریافت دو جایزهٔ اسکار شد. 
نقش‌آفرینی پن در رودخانه مرموز (۲۰۰۳) و میلک (۲۰۰۸) دو جایزهٔ اسکار بهترین بازیگر مرد را برای او به‌دنبال داشت. او برای اون خیلی دوست‌داشتنیه (۱۹۹۷) برندهٔ جایزهٔ بهترین بازیگر مرد از جشنواره کن و برای فیلم مستقل جارو جنجال (۱۹۹۸) و ۲۱ گرم (۲۰۰۳) برندهٔ جایزهٔ بهترین بازیگر مرد در جشنواره فیلم ونیز شد. پن کارگردانی فیلم بلند را در دونده هندی (۱۹۹۱) تجربه کرد و این فعالیت با درام نگهبان گذرگاه (۱۹۹۵) و فیلم معمایی قول (۲۰۰۱) ادامه یافت؛ این سه فیلم با نظرات مثبت منتقدان همراه بودند. چهارمین فیلم بلند او، درام زندگی‌نامه‌ای به‌سوی طبیعت وحشی (۲۰۰۷) با استقبال منتقدان همراه بود و نامزد دو جایزهٔ اسکار شد. 
پن علاوه بر کار سینمایی، به فعالیت‌های سیاسی و اجتماعی نیز پرداخته‌است؛ از جمله انتقاد از دولت جرج دبلیو. بوش، تماس با روسای جمهور کوبا و ونزوئلا و کارهای بشردوستانه وی پس از توفند کاترینا در سال ۲۰۰۵ و زمین‌لرزه ۲۰۱۰ هائیتی.

## زندگی شخصی
پن در ماهِ اوت ۱۹۶۰ در سانتا مونیکای ایالت کالیفرنیا در ایالات متحده آمریکا به دنیا آمد. پدرش، لئو پن، کارگردان یهودی، که به دلیل مخالفت با مک‌کارتیسم در لیست سیاه قرار گرفت، و مادرش، «ایلین ریان»، یک ایرلندی-ایتالیایی و پیرو مذهب کاتولیک بود. او دو برادر به نام‌های کریس پن (هنرپیشه) و مایکل پن (موسیقی‌دان) دارد.
او شوهر سابق مدونا خوانندهٔ مشهور آمریکایی است. آن‌ها در سال ۱۹۸۸ میلادی و پس از آن‌که شان پن در پی یک اختلاف زناشویی با «چوب بیسبال» به مدونا حمله کرد و او را کتک زد، از هم جدا شدند. البته این ماجرا بعد از جدایی توسط مدونا تکذیب شد. بعدها، پن با رابین رایت آشنا شد و در سال ۱۹۹۶، در حالی که دو بچه از ازدواج پیشینش داشت با او ازدواج کرد.

## حرفه

### بازیگری
نخستین تجربه بازیگری شان پن، در فیلم زمان‌های هیجانی در بلندی‌های هیجانات در سال ۱۹۸۲ بود. وی برای فیلم‌های رودخانه میستیک و میلک جایزه اسکار بهترین بازیگر نقش اول مرد را دریافت کرده‌است. او همچنین برای سه فیلم من سام هستم، راه رفتن مرد مرده و رذل و دوست‌داشتنی هم نامزد جایزه اسکار شده بود.
بازی وی و در تلفات جنگ ۱۹۸۹ ساخته برایان دی پالما در نقش یک گروهبان بسیار خشن در جنگ ویتنام مورد توجه منتقدان قرار گرفت. پن در سال ۱۹۹۳ بار دیگر جلوی دوربین برایان دی پالما رفت و در کنار آل پاچینو در فیلم راه کارلیتو به ایفای نقش پرداخت و به چهره تبدیل شد. شان پن در سال ۲۰۰۳ در چهار فیلم بازی کرد که دو فیلم از میان آن‌ها او را به اوج قلهٔ موفقیت رساندند. وی با فیلم رودخانه میستیک کلینت ایستوود با بازی درخشان خود برای اولین بار به جایزه اسکار بهترین بازیگر نقش اول مرد رسید. 
در سال ۲۰۰۸ نیز با بازی در فیلم میلک ساخته گاس ون سنت به اوج بازگشت و بیش از پیش بازی او مورد توجه منتقدین و عموم قرار گرفت و برای بار دوم برنده جایزه اسکار بهترین بازیگر نقش اول مرد شد.

### کارگردانی
در سال ۱۹۹۱ اولین کارگردانی خود را با فیلم دونده هندی تجربه کرد. او دو فیلم دیگر نیز با بازی جک نیکلسون با نام‌های نگهبان گذرگاه ۱۹۹۵ و قول (۲۰۰۱) کارگردانی کرده‌است. در فیلم قول، میکی رورک نیز به ایفای نقشی کوتاه پرداخت. وی در ۲۰۰۷ فیلم به‌سوی طبیعت وحشی را کارگردانی کرد و به توفیقات زیادی دست یافت.

## کارهای بشر دوستانه و فعالیت‌های اجتماعی

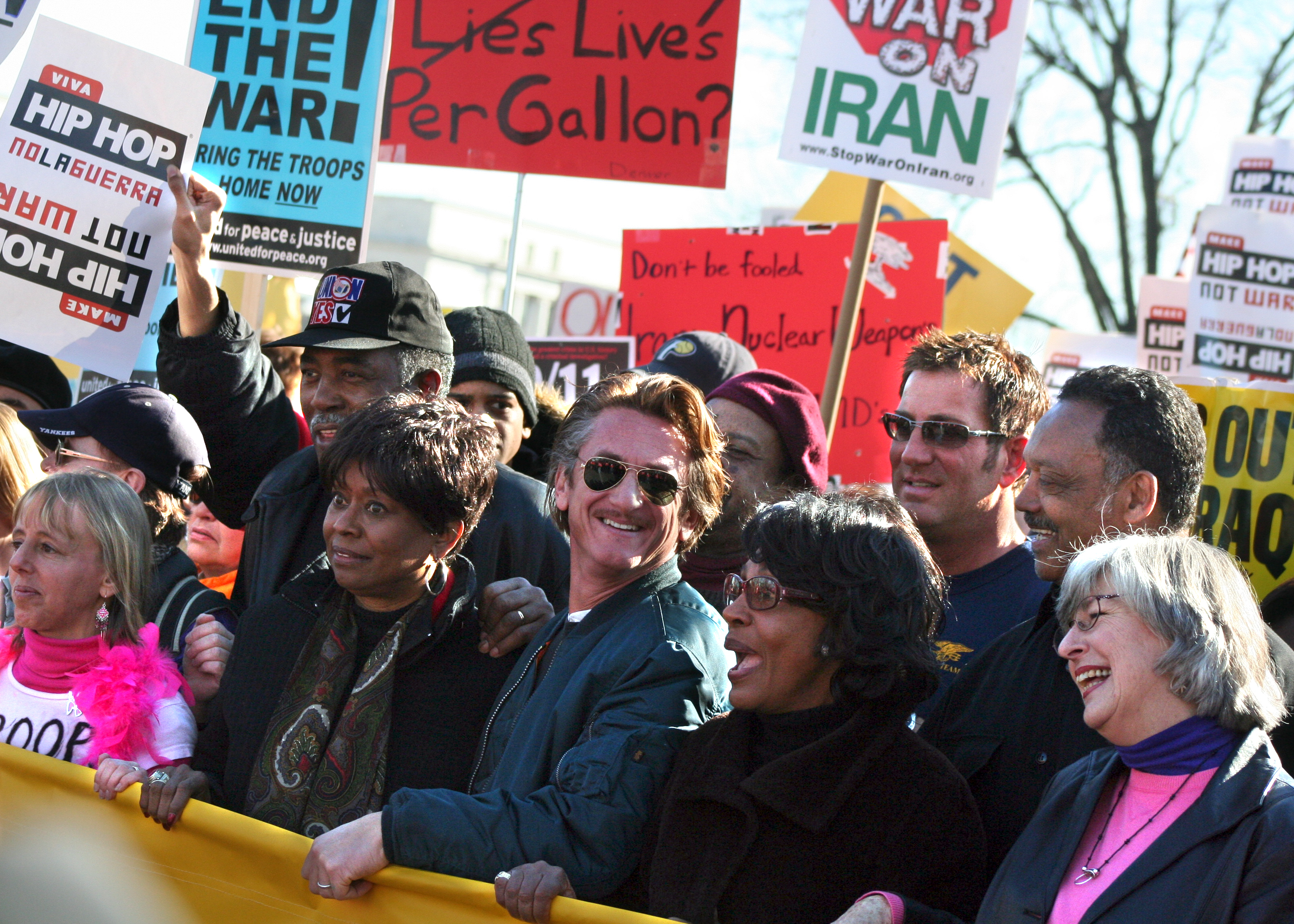
شان پن در یک تجمع ضد جنگ در سال ۲۰۰۷، واشینگتن

پن یکی از فعالان حقوق بشر در یونیسف می‌باشد.

### پیام به بوش
در اکتبر ۲۰۰۲ پن مبلغ ۵۶٫۰۰۰ دلار برای یکسری تبلیغ به واشینگتن پست پرداخت کرد که در آن تبلیغات، از جرج بوش، رئیس‌جمهور آمریکا، خواسته می‌شد روند خشونت‌ها را پایان ببخشد. تبلیغات به صورت نامه‌های سرگشاده نوشته شد و در جهت مخالفت با حمله احتمالی به عراق و جنگ‌های ضدتروریسم بود.

### سفر به عراق
او در دسامبر ۲۰۰۲ سفر کوتاهی به عراق داشت. وی در عراق به تهیه تصاویر و گزارش‌های مختلف شهرها و وضعیت مردم این کشور پرداخت.

### حمایت از اعتراض‌ها در ایران و مصر
شان پن پس از سرکوب مردم معترض به نتایج انتخابات ۱۳۸۸ توسط دولت ایران با اعتصاب غذا این اقدام را محکوم نمود. شان پن در اکتبر ۲۰۱۱ به جمع معترضین مصری در میدان التحریر قاهره پیوست. او در این جمع گفت:
«جهان از انقلاب شجاعانه مصر با هدف کسب آزادی الهام گرفته‌است و اینکه روشن است که آزادی در یک شب به دست نمی‌آید. هنوز مبارزه در پیش است و موضوعاتی مانند انتقال قدرت از نظامیان به مردم در دستور کار قرار دارد.»
این بازیگر آمریکایی از مبارزات مردم ایران و «شجاعت» جوانان ایرانی ستایش کرد

### حمایت از جنبش زن زندگی آزادی
این بازیگر آمریکایی در مراسم اهدای جوایز سینمایی گولدن گلوب از جنبش زن زندگی آزادی در ایران و زنان افغانستان یاد و از «شجاعت» جوانان ایرانی ستایش کرده است.
به گفته او رویای برخورداری از آزادی یک کالای لوکس نیست و برای به دست آوردنش باید جنگید و فداکاری کرد.

### سفر به ایران
در ژوئن ۲۰۰۵ شان پن در سفری پنج روزه به عنوان خبرنگار روزنامهٔ سان فرانسیسکو کرونیکل از ایران دیدار کرد. و مجموعه گزارش‌های خود از رویدادها و مصاحبه‌های پیش از انتخابات نهمین دوره ریاست جمهوری ایران را در روزنامهٔ سان فرانسیسکو کرونیکل به چاپ رساند. او در این سفر به عنوان خبرنگار در نماز جمعه شرکت کرد. با مهدی هاشمی رفسنجانی، سید حسن خمینی، اکبر هاشمی رفسنجانی و نیز جمعی از اهالی سینما دیدار کرد. او پس از بازگشتش به آمریکا، در نامه‌ای سرگشاده به جرج دبلیو بوش، دیک چینی و کاندولیزا رایس نوشت: 
| ” | شما می‌خواهید یک رویکرد خصمانه نسبت به ایران در حال حاضر داشته باشید؟ اجازه بدهید به شما چیزی در مورد ایران بگویم؛ چرا که من در آنجا بودم ولی شما نبودید. ایران کشور فوق‌العاده‌ای است. واقعاً فوق‌العاده. شما فکر می‌کنید تنفرهای خودش را دارد؟ درست مانند ایالات متحده آمریکا که تنفرهایش را دارد. شما فکر می‌کنید یک رژیم فاسد دارد؟ همانند ایالات متحده که رژیم فاسدی دارد. آیا یک سلاح هسته‌ای می‌خواهد؟ شاید اما آیا ما یکی نداریم؟ اما مردم ایران مردم عالی‌ای هستند. و ما با حمله نظامی به ایران، فرصتی برای متحد کردن یک کشور بزرگ را به نفرت علیه ما تبدیل می‌کنیم و با این کار یکی از امیدوارکننده‌ترین متحدان آینده‌مان در دهه‌های بعد را از دست می‌دهیم. من دارم در مورد اکثریت جوانان صحبت می‌کنم، که در تفکرشان بیشترین طرفدار جدایی دین و سیاست هستند. این جوانان الهام‌بخش‌ترین کسانی هستند که من در هر نقطه بر روی این سیاره ملاقاتشان کردم. اگر شما واقعاً چیزی در مورد ایران می‌دانید، این دقیقاً همان چیزی است که من بهش اشاره کردم. | “ |

### زلزله هائیتی
پن به عنوان سفیر افتخاری در کشور هاییتی کارش را آغاز کرد. او ابتدای فعالیتش را با رساندن داروهای مُسکن به آسیب‌دیدگان زلزله آغاز کرد و پس از آن مدیریت کمپ توانبخشی مجدد به حادثه‌دیدگان را برعهده داشت. او فعالیت‌های دیگری چون آواربرداری، تعمیر خانه‌های آسیب‌دیده و همچنین راه‌اندازی یک مرکز درمانی را در هاییتی انجام داد و به‌خاطر کارهای انسان‌دوستانهٔ بسیار زیادی که بعد از زلزله سال ۲۰۱۰ هائیتی انجام داد، سفیر صلح هائیتی نامیده شد.

## فیلم‌شناسی
| سال  | عنوان                           |
| ---- | ------------------------------- |
| ۱۹۸۱ | شیپور خاموشی                    |
| ۱۹۸۲ | سه‌گانه اسب آبی                  |
| ۱۹۸۲ | اوقات خوش در ریجمونت های        |
| ۱۹۸۳ | پسران بد                        |
| ۱۹۸۳ | تجارت پرمخاطره                  |
| ۱۹۸۳ | سامرزپل                         |
| ۱۹۸۴ | کرکرها                          |
| ۱۹۸۴ | مسابقه با ماه                   |
| ۱۹۸۵ | شاهین و آدم‌برفی                 |
| ۱۹۸۶ | از فاصله نزدیک                  |
| ۱۹۸۶ | سورپرایز شانگهای                |
| ۱۹۸۸ | رنگ‌ها                           |
| ۱۹۸۸ | قضاوت در برلین                  |
| ۱۹۸۹ | ضایعات جنگ                      |
| ۱۹۸۹ | ما فرشته نیستیم                 |
| ۱۹۹۰ | ایالات گریس                     |
| ۱۹۹۰ | آبی خنک                         |
| ۱۹۹۲ | کروز کنترل                      |
| ۱۹۹۳ | راه کارلیتو                     |
| ۱۹۹۵ | راه رفتن مرد مرده               |
| ۱۹۹۷ | معشوق                           |
| ۱۹۹۷ | اون خیلی دوست‌داشتنیه            |
| ۱۹۹۷ | دور برگردان                     |
| ۱۹۹۷ | بازی                            |
| ۱۹۹۷ | استخر هوگو                      |
| ۱۹۹۸ | جارو جنجال                      |
| ۱۹۹۸ | خط باریک سرخ                    |
| ۱۹۹۹ | جان مالکوویچ بودن               |
| ۱۹۹۹ | رذل و دوست‌داشتنی                |
| ۲۰۰۰ | بالا در ویلا                    |
| ۲۰۰۰ | پیش از آغاز شب                  |
| ۲۰۰۰ | وزن آب                          |
| ۲۰۰۱ | من سم هستم                      |
| ۲۰۰۳ | پالی شور مرده‌است                |
| ۲۰۰۳ | همه چیز درباره عشق است          |
| ۲۰۰۳ | رودخانه مرموز                   |
| ۲۰۰۳ | ۲۱ گرم                          |
| ۲۰۰۴ | قتل ریچارد نیکسون               |
| ۲۰۰۵ | مترجم                           |
| ۲۰۰۶ | همه مردان پادشاه                |
| ۲۰۰۷ | پرسپولیس                        |
| ۲۰۰۸ | الان چه اتفاقی افتاد            |
| ۲۰۰۸ | تندر استوایی                    |
| ۲۰۰۸ | میلک                            |
| ۲۰۱۰ | بازی منصفانه                    |
| ۲۰۱۱ | درخت زندگی                      |
| ۲۰۱۱ | اینجا باید همان‌جا باشد          |
| ۲۰۱۲ | آمریکایی‌ها                      |
| ۲۰۱۳ | جوخه گانگستر                    |
| ۲۰۱۳ | زندگی پنهان والتر میتی          |
| ۲۰۱۵ | تفنگدار                         |
| ۲۰۱۶ | فیلم پرندگان خشمگین             |
| ۲۰۱۶ | آوای خورشید                     |
| ۲۰۱۹ | پروفسور و مرد دیوانه            |
| ۲۰۲۱ | روز پرچم                        |
| ۲۰۲۱ | لیکریش پیتزا                    |
| ۲۰۲۳ | مگس‌های سیاه                     |
| ۲۰۲۳ | ددیو                            |
| ۲۰۲۳ | دختر عجیب                       |
| TBA  | فیلم بدون عنوان پل توماس اندرسن |